# Vučedol-Kultur

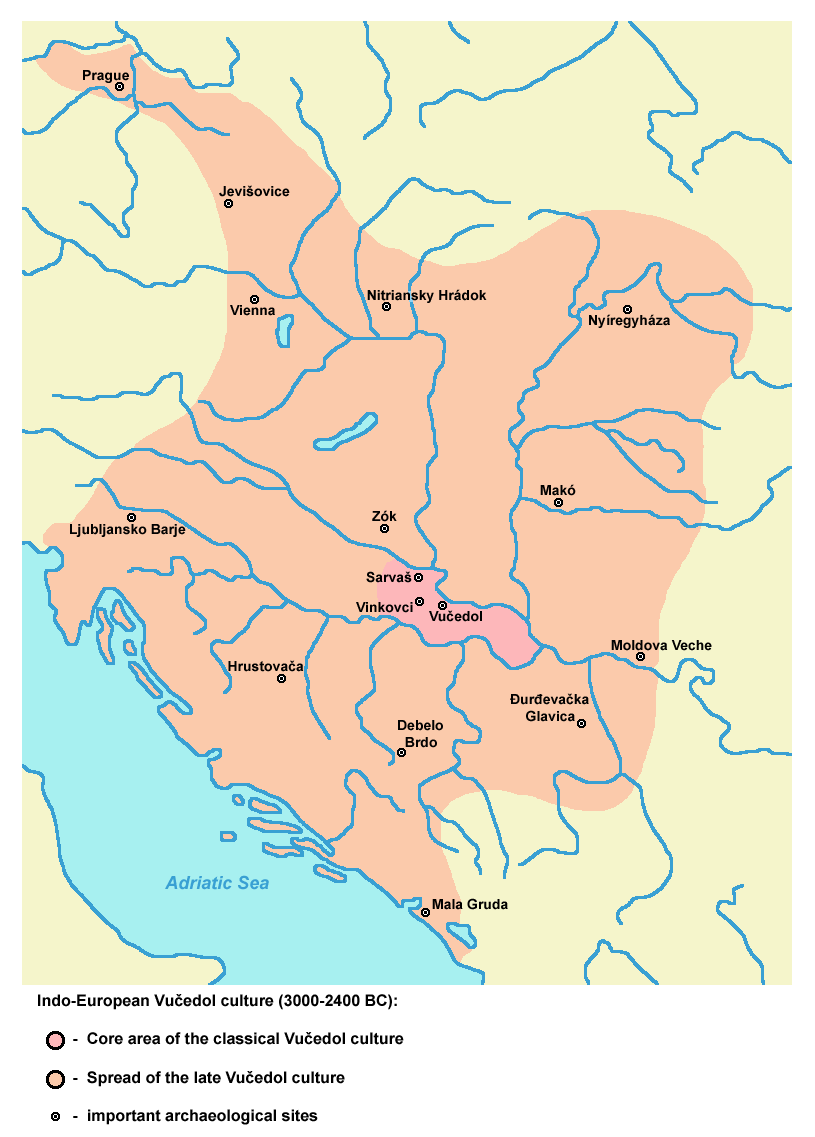

Die Vučedol-Kultur ist eine spät-äneolithische Kultur, die zwischen 3000 und 2500/2400 v. Chr. in Slowenien, Kroatien, Bosnien, Nordserbien und Westungarn sowie in der Südslowakei und Niederösterreich bestand. Die namensgebende Ausgrabungsstätte liegt in Vučedol-Gradac, etwa 5 Kilometer donauabwärts der Stadt Vukovar im Osten Kroatiens.
Nahe verwandt ist die Mondseekultur in Österreich.

## Forschungsgeschichte
Erste Grabungen fanden 1875 durch Karl Dežman im Laibacher Moor (Ljubljansko barje) statt. Weitere Nachweise der Vučedol-Kultur ergaben sich durch die von Robert Rudolf Schmidt 1938 auf dem „Gradac“ von Vučedol (bei Vukovar) durchgeführten Ausgrabungen. Die Siedlung ist auch die eponyme Fundstelle der archäologischen Kultur.

## Siedlungen
Die Siedlungen lagen auf den Uferterrassen der Donau, auf Berggipfeln (Höhensiedlungen) und auf den Siedlungshügeln (Tells), die teilweise bereits seit dem frühen Neolithikum besiedelt gewesen waren.
Die Größe ist sehr unterschiedlich, Ciganica bei Vinkovci ist mit 1800 m² die bisher größte ausgegrabene Siedlung.
In Vinkovci lagen die Häuser sehr dicht nebeneinander und waren in einem doppelten Kreis angeordnet. Die Häuser sind meist sehr leicht gebaut, mit Wänden aus einem Geflecht aus dünnen Schößlingen (um 5 cm), die mit Lehm verschmiert waren. Der Boden bestand aus Stampflehm, das Dach war vielleicht mit Schilfrohr gedeckt, obwohl die Wände der Häuser eigentlich zu dünn sind, um ein Weichdach zu tragen. Die Häuser hatten gewöhnlich ein bis zwei Räume, eine Herdstelle befand sich im Zentrum des Hauses. Möbel haben sich nicht erhalten, aber es gibt Tonmodelle von Stühlen und Tischen. Diese Gegenstände könnten aber auch in den sakralen Bereich gehören und nicht zu den üblichen Einrichtungsgegenständen gehören. In einigen Siedlungen wurden Gefäße gefunden, die in den Boden eingelassen waren und die entweder als Wasser- oder als Vorratsbehälter dienten. Die Backöfen lagen außerhalb der Häuser, wie auch unterirdische glockenförmige Vorratsgruben, die der Lagerung von Getreide dienten. Teilweise enthielten sie auch Vorratsgefäße, wurden also wohl als Erdkeller genutzt. Manchmal finden sich in diesen Gruben die Reste von Schweinen, Hunden, Kälbern und Hirschen, vielleicht Opfer, welche die Aufgabe dieser Strukturen markierten.
Bei den Siedlungen vom Laibacher Moor handelt es sich dagegen um Pfahlbauten.

## Materielle Kultur
Die Keramik ist sehr feintonig und weist ein sehr reiches Formeninventar auf. Typisch sind eingeschnittene Verzierungen, die mit einer weißen Paste aus gemahlenen Schneckenschalen und Harz gefüllt waren (Inkrustation), womit sich das Muster deutlich von der meist schwarzen, polierten Gefäßoberfläche abhebt. Selten sind rote Einlagen, die mit Hämatit gefärbt waren. Die Gefäßoberfläche ist meist schwarz und poliert. Teilweise war auch die Innenseite besonders von Schalen so intensiv verziert (gefunden in Deutschkreutz im Burgenland), sodass sie kaum praktisch genutzt werden konnten.
Typisch sind Krüge und Tassen mit abgesetztem Hals, Füßchenschalen und Amphoren mit rundem Boden, teilweise mit Barbotineauftrag im unteren Gefäßbereich.
Kennzeichnend sind ferner die sogenannten „Streitäxte“ aus Kupfer. Sie wurden mit zweiteiligen Gussformen hergestellt.

## Wirtschaftsweise
Grundlage der Ernährung bildeten Ackerbau und Viehzucht, wobei unter den Haustierknochen das Rind überwiegt. In einigen Siedlungen der späten Vučedol-Kultur, wie in Vinkovci, finden sich auffallend viele Hirschknochen, ob dies ein genereller Trend ist, kann nur durch mehr Ausgrabungen belegt werden.
In Vučedol an der Donau waren auch Fischreste sehr häufig. Harpunen aus Hirschgeweih dienten vermutlich zum Fang größerer Fische.
Textilherstellung ist durch runde Webgewichte aus Ton nachgewiesen.

## Transport
Vierrädrige Wagen, die vermutlich von Ochsen gezogen wurden, sind durch Tonmodelle belegt.  Aus dem Laibacher Moor stammen Einbäume. Die Besiedlung von Inseln wie Hvar, Korčula und Cres belegt die Nutzung von Schiffen.

## Bestattung
Es überwiegt die Körperbestattung innerhalb der Siedlung, Brandbestattung unter einem Grabhügel ist extrem selten und bisher nur in Velika Humka und Humka nachgewiesen. In Mala Gruda lag eine reich ausgestattete Körperbestattung unter einem Hügel. In vielen Siedlungsgruben finden sich auch einzelne menschliche Knochen, ein Hinweis darauf, dass Exkarnation üblich war.

## Relative Chronologie und regionale Gliederung
Man unterscheidet im Allgemeinen eine slawonische und eine Laibacher Gruppe, in Ungarn findet sich die Zók-Gruppe, in Österreich die Melk-Gruppe. Ob die Kosihy-Caka-Gruppe der Südslowakei noch zu Vučedol zu rechnen ist, ist umstritten.
- Präklassische Periode A
- Frühklassische Periode B1
- Klassische Periode B2
- Periode der Verbreitung mit regionalen Gliederungen, C:
  - Ostkroatische (slawonisch-syrmischer Typ),
  - Westkroatisch-slowenische (Ljubljansko Barje-Typ),
  - Westbosnische (Hrustovac-Typ),
  - Südbosnische (Debelo Brdo-Typ),
  - Nordserbische (Đurđevačka Glavica-Typ),
  - Transdanubische (pannonisch-ungarischer Typ),
  - Ostösterreichisch-tschechische Gliederung.

## Wichtige Fundorte
- Laibacher Moor
- Mala Gruda (Grab)
- Sarvaš
- Vinkovci
- Vučedol